# Qeqertalik
Il comune di Qeqertalik è un comune della Groenlandia costituito il 1º gennaio 2018 dalla separazione di quattro distretti meridionali dall'ex comune di Qaasuitsup. Ha circa 6.500 abitanti e una superficie di 62.400 km². Il municipio si trova ad Aasiaat.

## Geografia
Le località abitate del comune di Qeqertalik si trovano nella parte meridionale della baia di Disko (un'insenatura della più grande baia di Baffin) e sull'isola di Disko mentre le coste nord-orientali della baia e la penisola di Nuussuaq appartengono al vicino comune di Avannaata.